# Hilda Caridad Cámpora Bello
Hilda Caridad Cámpora Bello, conocida como Monina Cámpora, (Santo Domingo, 26 de septiembre de 1914 - Santo Domingo, 24 de abril de 1998), fue una artista dominicana, conocida por haber fundado la Escuela de Bellas Artes en la ciudad de San Juan de la Maguana y por haber sido la primera mujer en República Dominicana en organizar y dirigir una orquesta femenina.

## Trayectoria
Cámpora Bello nació el 26 de septiembre de 1914 en Santo Domingo, República Dominicana. Su esposo fue Lorenzo E. Piña Puello y su hijo Lorenzo Antoonio Piña Cámpora.
Obtuvo el grado de Maestra de Piano, al egresar del curso superior de Piano del Conservatorio Nacional De Música. Organizó el reinado de las flores, creó un programa radial, planificó obras de teatro, dirigió fiestas de bailes y fiestas patronales.
En 1936, Cámpora Bello fundó la primera orquesta femenina dominicana con el nombre de Monina Cámpora y su Grupo. La banda de música estaba integrada por quince mujeres.
En 1964, Cámpora Bello fundó la Escuela de Bellas Artes en San Juan de la Maguana, en la cual se imparten formación en pintura, escultura, danza, música y teatro. En esta Escuela, a finales de la década de los 60, bajo su auspicio se formó una segunda orquesta femenina, esta vez dirigida por el Prof. Francisco Carías Lavandier.
Falleció el 24 de abril de 1998.

## Reconocimientos
Por su dedicación Monina recibió el título de Madre Local de las Bellas Artes. Además, la escuela de Bellas Artes de San Juan de la Maguana lleva su nombre. El Centro Cultural Monina Cámpora hace presentaciones y talleres especializados en el área del teatro y el cine.